# Ухановка (Челябинская область)
Ухановка — упразднённый посёлок в городском округе Челябинска Челябинской области России. В 2004 году включён в состав города и исключён из учётных данных. Ныне посёлок (микрорайон) в Советском районе Челябинска.

## География
Располагается на северо-западном берегу озера Синеглазово.

## История
По всей видимости возник в 1940-е годы в связи с разработкой Ухановского карьера и строительством Синеглазовского известкового завода (располагаются юго-восточнее посёлка). Впервые отмечен на топографической карте 1948 года.

## Население
| 1970 | 1977 | 1983 | 1995 | 2002 |
| ---- | ---- | ---- | ---- | ---- |
| 316  | ↘200 | ↗214 | ↘98  | ↘79  |